# Khalid Ismaïl
Khalid Ismaïl Mubarak (arabe : خالد اسماعيل مبارك) (né le 7 juillet 1965) est un joueur de football international émirati, qui évoluait au poste de milieu de terrain.

## Biographie

### Carrière en club
Comme beaucoup de joueurs aux Émirats arabes unis dans les années 1980-1990, Ismaïl ne dispose pas du statut professionnel. Il passe toute sa carrière au sein du club d'Al Nasr Dubaï, travaillant en parallèle à l'Aéroport international de Dubaï au poste de chef adjoint des pompiers. 

### Carrière en sélection
Avec l'équipe des Émirats arabes unis, il figure dans le groupe des sélectionnés lors de la Coupe du monde de 1990. Lors du mondial, il joue deux matchs : contre l'Allemagne puis face à la Yougoslavie. Il inscrit un but contre la sélection allemande, ce but est historique puisque c'est le premier de l'histoire de la sélection des Émirats arabes unis en phase finale de Coupe du monde.
Il dispute également les Coupe d'Asie des nations de 1988 et 1992, où les Emiratis parviennent jusqu'en demi-finale. Ismaïl se distingue en inscrivant un but lors de la rencontre pour la 3e place, perdue après la séance de tirs au but face à la Chine. 
Il joue enfin cinq matchs comptant pour les qualifications des coupes du monde 1986 et 1990.